# Azərsun-Arena
Die Azərsun-Arena ist ein Fußballstadion in Yeni Suraxanı, Baku, Aserbaidschan.
Das Stadion hat eine Kapazität von 5800 Plätzen und steht in der Gemeinde Yukhari Surakhani. Es wurde im Juni 2015 eröffnet und ist das Heimstadion des FK Qarabağ Ağdam in der Premyer Liqası, der vorher im Tofiq-Bəhramov-Stadion gespielt hatte.